# Mark Urban
Mark L. Urban, né le 26 janvier 1961 à Marylebone, est un journaliste, écrivain et historien britannique. Il est spécialisé dans l'histoire militaire.

## Biographie
Diplômé de la King's College School (en) et de la London School of Economics, il travaille actuellement comme rédacteur diplomatique pour l'émission Newsnight de la BBC Two.

## Livres
- Soviet Land Power (1985)
- War in Afghanistan (1987)
- Big Boys' Rules: The SAS and the secret struggle against the IRA (1992)
- UK Eyes Alpha: Inside British Intelligence (1996)
- The Man Who Broke Napoleon's Codes: The Story of George Scovell (2001)
- Rifles: Six Years with Wellington's Legendary Sharpshooters (2003)
- Generals: Ten British Commanders Who Shaped the World   (2005)
- Fusiliers: Eight Years with the Redcoats in America (2007)
- Task Force Black: The Explosive True Story of the Secret Special Forces War in Iraq (2011)